# Біла кулька
«Біла кулька» (перс. بادکنک سفيد) — іранський фільм 1995 року режисера Джафара Панагі, знятий за сценарієм Аббаса Кіаростамі. Це перша повнометражна стрічка Панагі як режисера. Фільм отримав чимало критичних відгуків і численні нагороди на міжнародних кінофестивалях по всьому світу, зокрема «Золоту камеру» на Каннському кінофестивалі 1995 року. Кінокартина стала однією із 50 найкращих сімейних фільмів усіх часів у списку «Гардіан». Фільм міститься у списку БІК 50 фільмів, які ви повинні переглянути до 14 років.
Фільм був кандидатом від Ірану на здобуття премії «Оскар» як найкращий фільм іноземною мовою, але його не прийняли. Іран безуспішно намагався зняти свого кандидати, але отримав відмову.

## Сюжет
Напередодні іранського Нового року. Фільм відкривається тегеранським ринком, де семирічна Разіє (Аїда Мохаммадхані) та її матір купують товари. Разіє бачить золоту рибку у магазині та починає вмовляти маму, яка поспішала, купити її замість худих рибок в домашньому ставку. Майже всі головні герої фільму на короткий проміжок часу з'являються на цій ринковій сцені, хоча вони будуть представлені глядачеві пізніше. На шляху додому мати та донька проходять через двір, де зібрався натовп чоловіків, щоб подивитися на двох заклиначів змій. Разіє хоче побачити, що відбувається, але мати відтягує дочку, кажучи їй, що недобре спостерігати за цим.
Повернувшись додому, Разіє засмучена відмовою матері дозволити їй придбати нову золоту рибку, продовжує канючити. Її старший брат Алі (Мохсен Каліфі) повертається з купування для свого батька, якого не показують, але його присутність відчувається, вона викликає напругу в сім'ї. Тато скаржиться, що попросив шампунь, а не мило, а потім жбурляє мило в сина. Алі йде по шампунь, а коли повертається, Разіє заручається його допомогою, щоб змінити думку матері про золоту рибку, підкупивши його повітряною кулькою. Наполягаючи, що вона може придбати золоту рибку на ринку за 100 туманів («Ти божевільна», — каже їй Алі, зауважуючи, що він може подивитись два фільми з ці гроші), Разіє все ж таки отримує бажане: мати дає останні 500 туманів і просить повернути решту. Дівчина вирушає з порожньою скляною банкою до рибного магазину в кількох кварталах від її будинку.
На шляху до магазину Разіє вдається двічі загубити гроші: спочатку зіткнувшись із заклиначем змій, а потім вона впускає гроші за ґрати біля входу в магазин, який був закритий на святкування Нового року.
Брат і сестра роблять кілька спроб дістати гроші, потім звернувшись по допомогу до дорослих, зокрема власників сусідніх магазинів, іранського солдата. Однак купюра так і залишалася недосяжною. Їм допомагає молодий афганський вуличний торговець повітряних кульок. У нього залишилась лише одна біла. Група прикріплює шматок жувальної гумки до одного кінця палички кульки, протискають за ґрати та витягують гроші.
Фільм закінчується не показом Алі та Разіє, а молодим афганським хлопчиком, який став важливим персонажем лише в кінці фільму.

## У ролях
| Актор                | Роль               |
| -------------------- | ------------------ |
| Айда Мохаммадхані    | Разіє              |
| Мохсен Кафілі        | Алі                |
| Ферештех Садр Орфані | мати               |
| Анна Борковська      | стара              |
| Мухаммад Шахані      | солдат             |
| Мухаммед Бахтіяр     | кравець            |
| Алісгар Смаді        | торговець кульками |
| Хамідреза Тахері     | Реза               |

## Номінації та нагороди
| Нагороди та номінації фільму «Біла кулька» | Нагороди та номінації фільму «Біла кулька» | Нагороди та номінації фільму «Біла кулька» | Нагороди та номінації фільму «Біла кулька» | Нагороди та номінації фільму «Біла кулька» | Нагороди та номінації фільму «Біла кулька» |
| Рік                                        | Кінофестиваль/кінопремія                   | Категорія/нагорода                         | Номінант                                   | Результат                                  |                                            |
| ------------------------------------------ | ------------------------------------------ | ------------------------------------------ | ------------------------------------------ | ------------------------------------------ | ------------------------------------------ |
| 1995                                       | Каннський кінофестиваль                    | «Золота камера»                            | Джафар Панагі                              | Перемога                                   |                                            |
| 1995                                       | Міжнародний кінофестиваль у Сан-Паулу      | Нагорода міжнародного журі                 | Джафар Панагі                              | Перемога                                   |                                            |
| 1995                                       | Токійський міжнародний кінофестиваль       | «Золотий приз»                             | Джафар Панагі                              | Перемога                                   |                                            |
| 1995                                       | Міжнародний кінофестиваль у Вальядоліді    | «Золотий колос»                            | Джафар Панагі                              | Номінація                                  |                                            |
| 1996                                       | Спільнота кінокритиків Нью-Йорка           | Найкращий фільм іноземною мовою            | Іран                                       | Перемога                                   |                                            |
| 1996                                       | Пусанський міжнародний кінофестиваль       | Новий потік                                | Джафар Панагі                              | Номінація                                  |                                            |